# Марія Нейра
Марія Пурифікасьон Нейра Ґонсалес (ісп. María Purificación Neira González; нар. 1962, Ла Фельґера, Лангрео) — іспанська лікарка, міжнародна державна службовиця та дипломатка, що з 2005 року обіймала посаду директорки Департаменту охорони здоров'я, навколишнього середовища та соціальних детермінант здоров'я Всесвітньої організації охорони здоров’я.

## Біографія
Марія Нейра вивчала медицину та хірургію в Університеті Ов'єдо в Астурії, Іспанія. Вона спеціалізувалася на ендокринології та метаболічних захворюваннях в Університеті Рене Декарта в Парижі, Франція. Вона здобула ступінь магістра громадського здоров'я та диплом з харчування людини в Університеті П'єра і Марії Кюрі в Парижі, Франція. Нейра також отримала міжнародний диплом з готовності до надзвичайних ситуацій та кризового менеджменту, виданий Женевським університетом у Швейцарії.
На початку своєї кар'єри Нейра була медичною координаторкою організації «Лікарі без кордонів» у таборах біженців у Сальвадорі та Гондурасі під час збройного конфлікту та періоду нестабільності. Вона була віцеміністром охорони здоров'я та захисту прав споживачів в Іспанії з 2002 по 2005 року. Вона також обіймала посаду президентки Іспанського агентства з безпеки харчових продуктів та харчування. Протягом п'яти років вона була радником з питань громадського здоров'я в Міністерстві охорони здоров'я в Мапуту і Мозамбіку. Вона була радницею ООН з питань громадського здоров'я/лікаркою Програми розвитку ООН (ПРООН) в Кігалі, Руанда.
Марія Нейра приєдналася до ВООЗ у 1993 році як координаторка Глобальної цільової групи з боротьби з холерою. У 1999 році вона була директоркою Департаменту контролю, профілактики та елімінації. У 2005 році була призначена директором Департаменту громадського здоров'я та навколишнього середовища Всесвітньої організації охорони здоров'я.
У листопаді 2019 року Марія Нейра приєдналася до Консультативної ради високого рівня Lancet Countdown: Відстеження прогресу в галузі охорони здоров'я та зміни клімату.

## Нагороди
- Орден «За заслуги в галузі охорони здоров'я» від уряду Франції
- Іспанська національна премія за стратегію харчування
- Нагорода «Видатна жінка» від королеви Іспанії Летиції
- Членкиня Королівської медичної академії Астурії
- «Натхненні жінки, які працюють над захистом навколишнього середовища», святкування Міжнародного жіночого дня в Женеві, ЮНЕП (2016)[3]